# Austrochaperina palmipes
Austrochaperina palmipes är en groddjursart som först beskrevs av Richard G. Zweifel 1956.  Austrochaperina palmipes ingår i släktet Austrochaperina och familjen Microhylidae. IUCN kategoriserar arten globalt som livskraftig. Inga underarter finns listade.

## Bildgalleri